# François Lesure

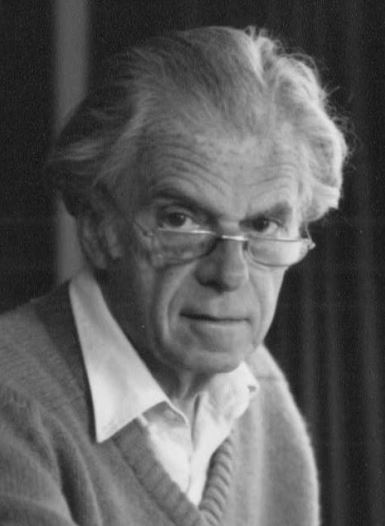
François Lesure

François Lesure (Parijs, 23 mei 1923 - aldaar, 21 juni 2001) was een Frans musicoloog.
Hij studeerde aan de Sorbonne, een de École nationale des chartes, aan de École pratique des hautes études en het Conservatoire de Paris: zijn opleiding was net zozeer als  die van een historicus als van een archivaris en musicoloog. In 1950 werd hij conservator van de muziekafdeling van de Bibliothèque nationale de France, daarna hoofdconservator van dat instituut van 1970 tot 1988. In 1965 werd hij benoemd tot professor musicologie aan de Université libre de Bruxelles en in 1973 volgt hij Solange Corbin als hoofd studies (directeur d'études) aan de 'École pratique des hautes études. Lesure organiseerde belangrijke tentoonstellingen  aan de Bibliothèque Nationale en de Opéra (Mozart, 1956; Debussy, 1962; Berlioz, 1969; Twee eeuwen Franse opera, 1972) en  Debussy en symbolisme in de Villa Medici in Rome (1984)
Van 1953 tot 1967 werd hij belast met het centrale secretariaat van de Répertoire International des Sources Musicales (RISM) en leidde hij de publicatie van de delen gewijd aan de gedrukte verzamelingen van de 16e en 17e eeuw (München, 1960), daarna van de 18e eeuw (München, 1964), alsmede van de geschriften betreffende de muziek (München, 1971). Hij leidde vanaf 1967 de collectie le Pupitre, uitgegeven door Heugel en gewijd aan oude muziek van voor 1800. Vanaf 1983 leidde hij de uitgaven van het complete werk Claude Debussy bij uitgeverij Durand.
François Lesure staat bekend als specialist van de 16e eeuw en van de muzieksociologie. Hij was voorzitter van de Société française de musicologie van 1971 tot 1974. We hebben ook belangrijke publicaties over Claude Debussy aan hem te danken: waaronder een Catalogue des œuvres (1977), met een overzicht van al zijn composities.
Toen hij stierf was hij Ridder in het Legioen van Eer en de Nationale Orde van Verdienste, Commandeur in de Orde van Kunst en Letteren, honorair muziekbibliothecaris van de Bibliothèque Nationale de France, en nog steeds in dienst als directeur d'études aan de École Pratique des Hautes Études. Hij stierf aan aan hartinfarct en liet zijn vrouw achter, de musicologe Anik Devriès-Lesure. Deze Anik Devriès maakte deel uit van de familie Devriès bekend uit de muziekwereld. Haar vader was de componist Ivan Devriès, grootvader David Devries was zanger, zo ook overgrootvader Marcel Devries en betovergrootmoeder Rosa de Vries-van Os.    

## Publicaties (selectie)
- Anthologie de la chanson parisienne au XVIe siècle (Monaco, 1953)
- Catalogue des œuvres (Genève, 1977), met een overzicht van al Debussy's composities
- Iconographie et les Lettres (1980; overzicht afbeeldingen en brieven)
- Claude Debussy avant «Pelléas» ou les Années symbolistes (1993)
- Claude Debussy (1994), biografie
- Dictionnaire des éditeurs de musique français, met Anik Devriès (1979-88)
- Dictionnaire musical des villes de province (Parijs, 1999)